# Cornelius F. Klassen
Cornelius Franz Klassen (* 3. August 1894 in Neu Samara, Russisches Kaiserreich; † 8. Mai 1954 in Gronau), aktives Mitglied der Mennoniten-Brüdergemeinde in Kanada ab 1928, war eine führende Persönlichkeit der mennonitischen Hungerhilfe und der mennonitischen Auswanderung und Kolonisierung in Russland, Kanada und Europa. 1945–1954 war er der Direktor der Abteilung für Flüchtlinge und Ansiedler in dem Mennonite Central Committee (MCC) in Europa für die Flüchtlinge aus Russland und Danzig.

## Kindheit und Jugend
Cornelius F. Klassen kam am 3. August 1894 als ältestes von 13 Kindern von Franz F. und Justine (Wiebe) Klassen in der mennonitischen Ansiedlung Neu Samara im Russischen Kaiserreich zur Welt. Er besuchte die Dorfschule in Donskoi in Neu-Samara, wo seine Familie ab 1900 lebte. Sein Vater besaß hier bis 1918 ein Geschäft.
Von 1907 bis 1910 besuchte C. F. Klassen die mennonitische Zentralschule in Karassan auf der Krim. Im Sommer 1911 ließ er sich in der Mennoniten-Brüdergemeinde in Lugowsk taufen. 1912 nahm er eine Stellung im Büro der Otto Deutz Co. in Moskau an.
1913–1914 studierte Klassen in Sankt Petersburg Pädagogik bei dem Dozenten A. Tcheriyayev und arbeitete dann ein Jahr lang als Privatlehrer. Statt wie er es wünschte Medizin zu studieren, wurde er 1915 in den Forsteidienst einberufen, wo er bis 1917 seinen Dienst verrichtete.

## Vertreter der Mennoniten in der Sowjetunion
Bei dem Mennonitischen Kongress 1917 in Ohrloff nahm Klassen zum ersten Mal als Vertreter der Mennoniten teil. Bei der Bundeskonferenz in Halbstadt vertrat er die Forsteidiener. Seine hervorragende Begabung als Diplomat bewies er schließlich endgültig, als er und Peter Froese vor der Regierung Kerenskis in Moskau wegen der Freilassung der inhaftierten Mennoniten verhandelten.
1918–1919 wirkte Klassen als Vertreter der mennonitischen Ansiedlungen Neu-Samara und Orenburg in Moskau und in der Baschkirischen Republik in Sterlitamak.
1920 wurde Klassen – wieder mit Peter Froese zusammen – in Ufa als Vertreter der Mennoniten Ostrusslands und Sibiriens in Moskau gewählt. Hier arbeitete er bis 1921 mit dem Vereinigten Rat der Religiösen Körperschaften und dem Russischen Komitee für Hungerhilfe zusammen und half A. J. Miller bei den Verhandlungen mit dem Kreml. Diese Verhandlungen legten den Grund für die spätere Entstehung des American Mennonite Relief (AMR) innerhalb des Mennonite Central Committee (MCC) in Russland.
1921–1923 wirkte Klassen aktiv bei der Arbeit des AMR mit. Er nahm 1923 an der Reorganisation des Allrussischen Mennonitischen Landwirtschaftlichen Vereins (AMLV) teil. Peter Froese war Vorsitzender und C. F. Klassen sein Stellvertreter. Der AMLV leistete wertvolle Hilfe bei der Massenflucht der Mennoniten aus der Sowjetunion nach Kanada 1922–1925 und übernahm die Vertretung der Mennoniten Russlands, nachdem die kirchliche Konferenz von der Regierung in Moskau ausgeschaltet worden war.

## Mennonitischer Vertreter in Kanada
Im Dezember 1928 emigrierte Klassen aus Russland und ließ sich in Winnipeg, Kanada nieder. Er nahm 1930 eine Stellung bei der Canadian Pacific Railway an und wirkte entscheidend mit bei der Abzahlung der Schulden für den Transport der mennonitischen Flüchtlinge von 1922 bis 1925, wofür die Mennoniten einen Kredit von über 1.000.000 Kanadischen Dollar bei der CPR aufgenommen hatten.
Klassen arbeitete eng mit David Toews im Canadian Mennonite Board of Colonization zusammen. Er half 1940, das Mennonite Central Relief Committee of Western Canada zu organisieren und fungierte als erster Schatzmeister und Sekretär. Er war Mitglied des Kuratoriums des Gretnaer Mennonite Collegiate Institute und des Mennonite Brethren Bible College in Winnipeg.
Ab 1936 war Klassen Mitglied des Committee for General Welfare and Public Relations der MB General Conference und 1941 nahm er die Funktion als Sekretär des Military Problems Committee der Mennonitengemeinden Westkanadas wahr.
Mit David Toews zusammen nahm er als kanadischer Abgeordneter an der Mennonitischen Weltkonferenz in Danzig (1930) und Amsterdam (1936) teil. Außerdem war er Abgeordneter und Sprecher auf der Weltkonferenz in Goshen-Newton (1948) und Basel (1952). Ab 1944 war er Mitglied des Mennonite Central Committee (MCC) und ab 1946 gehörte er dessen Exekutivkomitee an.

## Wirken in Deutschland und Europa
Klassens größtes Verdienst liegt in der Arbeit als europäischer Beauftragter für Flüchtlingshilfe und Neuansiedlung unter dem MCC in Europa von Dezember 1945 bis zu seinem Tod 1954. Im letzten Jahr seines Dienstes war er außerdem Generaldirektor der MCC-Arbeit in Europa.
Klassen war der MCC-Vertreter beim Komitee zur Zusammenarbeit mit den deutschen Mennoniten, ebenso wie im Kuratorium der Mennonitischen Bibelschule in Basel.
Klassen war ein erfolgreicher Diplomat in Verhandlungen mit Regierungsinstitutionen und internationalen Organisationen (UNO, IRO u. a.) in Bezug auf Ausreisegenehmigungen, Transport und die Aufnahme von über 10.000 Mennoniten aus Russland und mehreren Tausend Deutschen aus Galizien und Danzig in Kanada, Paraguay und Uruguay.
Für die mennonitischen Flüchtlinge Danzigs war C. F. Klassen der Urheber und Organisator der Bauprogramme in Niederbiber, Espelkamp, Backnang, Enkenbach und Wedel und außerdem führend in der Organisation der Seniorenbetreuung in Leutesdorf – wo er begraben ist – Enkenbach und Pinneberg.
Während der Nachkriegszeit wirkte Klassen in Europa, vor allem in Deutschland, als Berater und Helfer in der Wiederbelebung des mennonitischen Gemeindelebens und in der Einrichtung von Organisationen wie dem Foyer Mennonite in Valdoie-Belfort, Frankreich, der Basler Glaubenskonferenz und der Zeitschrift Der Mennonit, deren Redakteur er bis 1953 war.

## Familie
Ehefrau: Mary, geb. Brieger
Kinder: Harold C. Klassen, Walfried C. Klassen, Herbert C. Klassen, Irmgard C. Klassen, Justina „Tinali“ Klassen (als Kind gestorben).
Klassens kanadischer Wohnort war bis 1948 in Winnipeg, danach in Abbotsford, British Columbia.

## Tod
Klassen starb am 8. Mai 1954 in Gronau. Durch seinen unermüdlichen Einsatz wurde er zum Symbol für mennonitische Hunger- und Flüchtlingshilfe und zum Kämpfer für ein besseres Verständnis unter den Mennoniten verschiedener Gemeinderichtungen. Dies schlug sich auch in seiner Mitarbeit an der Zusammenstellung der Mennonite Encyclopedia, deren Mitherausgeber er vom Beginn des Projekts bis zu seinem Tod war.